# Bandură

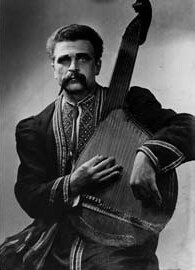
Bandurist

Bandura (în ucraineană бандура) este un instrument muzical cu coarde ucrainean. Ea combină elemente de țiteră și lăută, este bazată pe cobză și are de obicei de la 12 până la 50 de strune, mai rar de la 8 până la 68.